# Galleggiante (nautica)

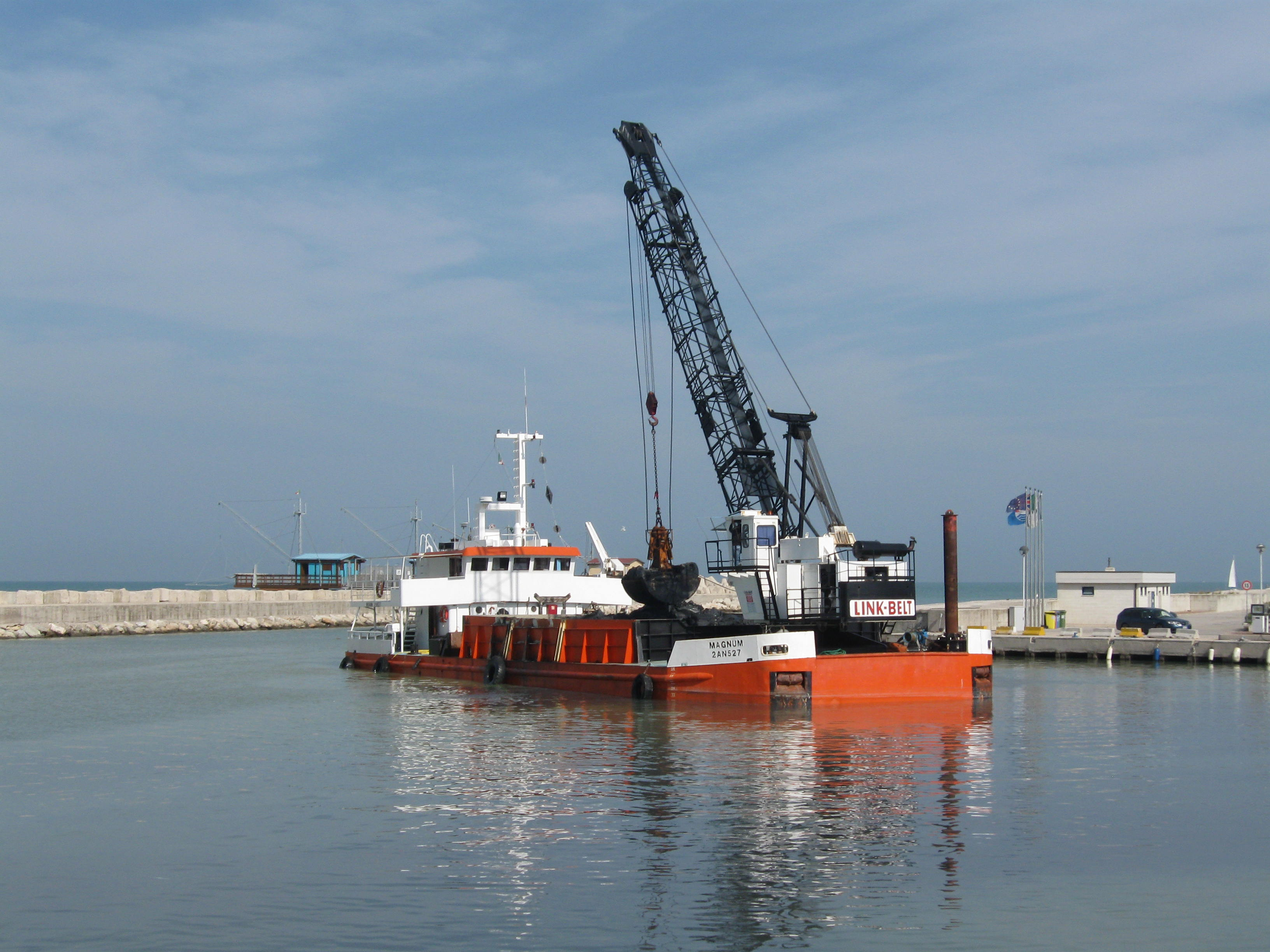
Un battello-draga in azione durante lavori di escavazione del porto di Fano.

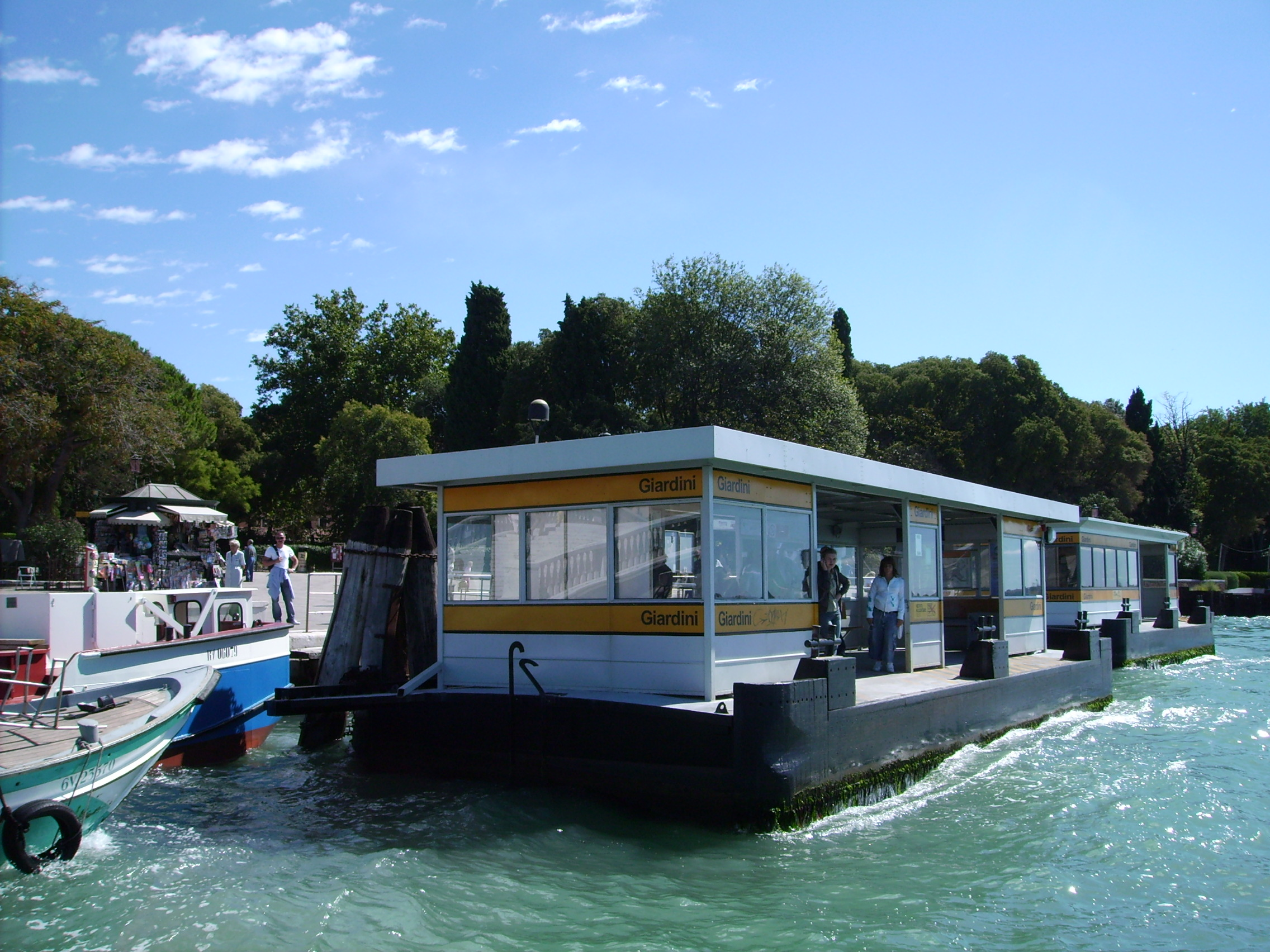
Pontoni utilizzati come fermata per i vaporetti a Venezia

Per galleggiante si intende, ai sensi del Codice della navigazione, una costruzione galleggiante mobile, che sia adibita a qualsiasi servizio attinente alla navigazione o al traffico in acque marittime o interne, come ad esempio draghe, pontoni, bighe, chiatte. Pertanto non rientrano nell'ambito di tale definizione i galleggianti fissi come le boe di segnalazione, i fari galleggianti e i pontili galleggianti fissi, e neanche altri edifici galleggianti, quando sono saldamente assicurati alla riva: essi sono reputati beni immobili (art. 812 C.C.).
Appartenenti a categoria autonoma sono state considerate le piattaforme off-shore di estrazione o produzione di petrolio, di gas o altri prodotti del fondo marino, ove siano destinate a restare permanentemente o per un tempo rilevante in un determinato ambito acqueo.
Ai galleggianti si applica la medesima disciplina delle navi, contenuta nel codice della navigazione.